# St. Hildegard (Wiesdorf)

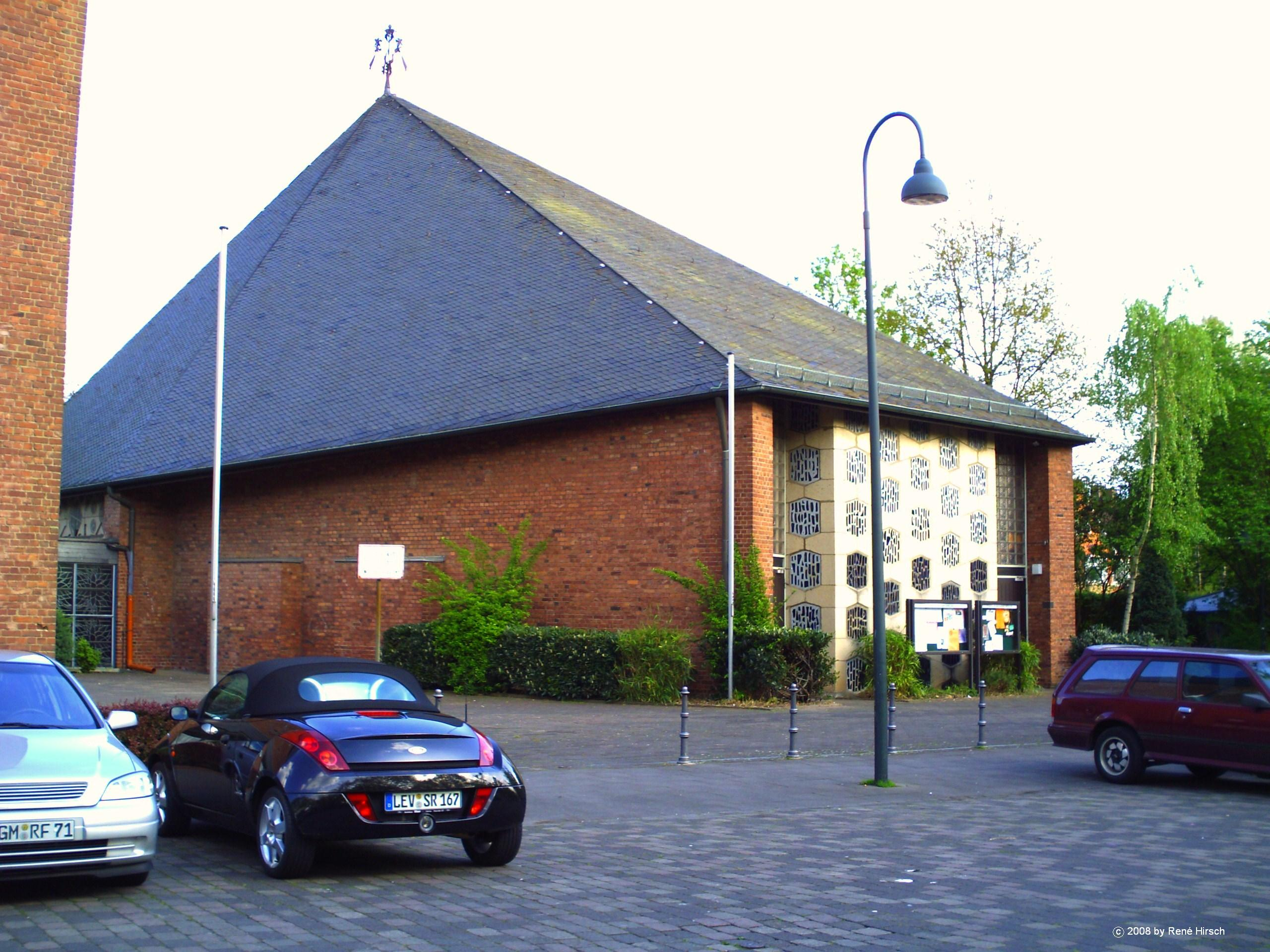
St. Hildegard (Wiesdorf)

Die Kirche St. Hildegard ist ein katholisches Gotteshaus im Leverkusener Stadtteil Wiesdorf. Sie als Filialkirche Teil der Gemeinde Herz-Jesu und St. Antonius.

## Geschichte
Die vom Architekten Karl Band entworfene Kirche wurde am 29. Mai 1960 eingeweiht.

## Glocken
| Nr. | Name               | Gussjahr | Gießer                                                                | Durchmesser (mm) | Masse (kg) | Schlagton (HT-1/16) |
| 1   | Marien-Glocke      | 1964     | Hans Georg Hermann Maria Hüesker Fa. Petit & Gebr. Edelbrock, Gescher | 1160             | 950        | f1 +2               |
| 2   | Hildegardis-Glocke | 1964     | Hans Georg Hermann Maria Hüesker Fa. Petit & Gebr. Edelbrock, Gescher | 1019             | 650        | g1 +1               |
| 3   | Don-Bosco-Glocke   | 1964     | Hans Georg Hermann Maria Hüesker Fa. Petit & Gebr. Edelbrock, Gescher | 908              | 450        | a1 +1               |
| 4   | Cäcilien-Glocke    | 1964     | Hans Georg Hermann Maria Hüesker Fa. Petit & Gebr. Edelbrock, Gescher | 595              | 370        | b1 +2               |